# Агиртиды
Агиртиды (лат. Agyrtidae) — семейство насекомых из отряда жесткокрылых.

## Экология и местообитания
Представители семейства — падальники.

## Распространение
Встречаются в умеренной зоне. Семь родов из восьми ограничены распространением в Северном Полушарии, а последний является эндемиком Новой Зеландии. Фауна России включает 9 видов. Древнейшие агиртиды были найдены в юрских отложениях России и Китая. 

## Систематика
Известно около 70 видов. Семейство агиртид описывает три подсемейства:
- Necrophilinae Newton, 1997
  - Zeanecrophilus
  - Necrophilus
- Agyrtinae Thomson 1859
  - Agyrtes
  - Ecanus
  - Ipelates
  - Lyrosoma
- Pterolomatinae Thomson, 1862
  - Apteroloma
  - Pteroloma